# Mohamed Chikhi (volley-ball)
Mohamed Chikhi est un joueur algérien de volley-ball, né le 9 mars 1981 à Béjaïa,,

## Clubs
| Club                    | Pays                | De        | À         |
| ----------------------- | ------------------- | --------- | --------- |
| MB Béjaïa               | Algérie             |           | 2006-2007 |
| Al Wasl Dubaï           | Émirats arabes unis | 2007-2008 | 2010-2011 |
| MB Béjaïa               | Algérie             | 2011-2012 | 2011-2012 |
| Al Wasl Dubaï           | Émirats arabes unis | 2012-2013 | 2014-2015 |
| Shabab Al-Ahli Dubai FC | Émirats arabes unis | 2015-2016 | 2016-2017 |
| Al-Jazira Club          | Émirats arabes unis | 2017-2018 | 2017-2018 |
| Shabab Al-Ahli Dubai FC | Émirats arabes unis | 2018-2019 | 2018-2019 |
| Al Nasr Dubaï           | Émirats arabes unis | 2019-2020 |           |
| MB Béjaia               | Algerie             | 2021-2022 |           |

## Palmarès

### En club
MB Béjaïa
- Vainqueur du Championnat d'Algérie : 2012

- Vainqueur de la Coupe d'Algérie : 2006
- Finaliste : 2007, 2012

- Vainqueur de la Coupe arabe des clubs champions : 2012

Al Wasl Dubaï
- Vainqueur de la Coupe de la Fédération des Émirats arabes unis (2) : 2012, 2013 [6]
  -  Finaliste : 2008

- Vainqueur de la Coupe des Émirats arabes unis : 2015 [7]
  -  Finaliste : 2010

- Vainqueur de la  Super coupe des Émirats arabes unis : 2015

Shabab Al-Ahli Dubai FC
- Vainqueur de la Coupe des Émirats arabes unis : 2019

Al Nasr Dubaï
- Vainqueur de la Coupe des vice-présidents des Émirats arabes unis : 2019

### Sélection nationale
En équipe d'Algérie, son palmarès est :
- Championnat d'Afrique
  -  Finaliste en 2009
  -  Troisième :  2019
  - Quatrième : 2015, 2017

- Jeux africains :
  -  Troisième : 2007

- championnat arabe
  -  Troisième du : 2006 ، 2014

- 6e aux Jeux méditerranéens : 2013